# جوستينا ديسترو
جوستينا ديسترو (9 يونيو 1945) سياسية إيطالية.
انضمت ديسترو بصفتها رائدة أعمال من حيث المهنة إلى السياسة في وقت متأخر نسبيًا من حياتها. في عام 1999 شكلت قائمة للانتخابات البلدية في بادوا وخاضت ترشيحًا مستقلًا لمنصب رئيس البلدية بدعم من أحزاب يمين الوسط ولا سيما فورزا إيطاليا. كان محاولتها ناجحة حيث هزمت رئيس البلدية المنتهية ولايته فلافيو زانوناتو في جولة الإعادة. بعد انضمامها إلى حزبها في عام 2001 ترشحت كمرشحة رسمية بعد أربع سنوات. لم تتأثر بسجلها كرئيسة للبلدية، وبالتالي هُزمت في الانتخابات، حصلت على 33.6٪ فقط من الأصوات وفاز خصمها منذ فترة طويلة زانوناتو في الجولة الأولى بنسبة 51.9٪ من الأصوات.
على الرغم من قلة شعبيتها بين الناخبين في بادوفا فقد واصلت مسيرتها السياسية من خلال صفوف حزبها، ثم في حزب شعب الحرية لاحقًا. تم انتخابها لعضوية مجلس النواب الإيطالي في الانتخابات العامة لعام 2006 وأعيد انتخابها في عام 2008. وهي من المؤيدين المتحمسين لزميلها رائد الأعمال سيلفيو برلسكوني خلال فترة ولايتها الثانية كنائبة، وتزايدت انتقاداتها له. في نوفمبر 2010 انضمت إلى الوزير السابق كلاوديو سكاجولا ومؤسسة كريستوفر كولومبوس التي كان أعضاؤها معروفين باسم سكاجولياني ويميلون إلى انتقاد بيرلسكوني.
في 14 أكتوبر 2011 صوتت ديسترو ضد حكومة برلسكوني خلال تصويت على الثقة. بعد ذلك تركت حزب شعب الحرية فجأة وأكدت دعمها لمونتيزيمولو بدلاً من ذلك، قائلة إنه سيطلق قريبًا حملته السياسية.